# Dolby Digital
Dolby Digital (також AC-3, ATSC A/52) — це назва сімейства технологій стиснення звуку, розроблених компанією Dolby Laboratories. До 1995 року вона називалася Dolby Stereo Digital підкреслюючи спадкоємність із попереднім аналоговим стандартом оптичних фонограм Dolby Stereo. Dolby Digital являє собою формат стиснення з втратами (за винятком Dolby TrueHD). Першим застосуванням Dolby Digital було відтворення цифрового звуку в кінотеатрах з 35-міліметрових кіноплівок. З того часу він також використовується для телевізійного мовлення, радіомовлення, цифрового потокового відео, DVD, Blu-ray дисків та ігрових приставок.
В основі стандарту кодування багатоканального звуку Dolby AC-3 лежить модифіковане дискретне косинусне перетворення (MDCT), алгоритм стиснення звуку з втратами. Це модифікація алгоритму  дискретного косинусного перетворення  (ДКП), який був запропонований Насіром Ахмедом у 1972 році для стиснення зображень. ДКП було адаптовано в MDCT Джей П. Прінсеном, А. В. Джонсоном та Аланом Б. Бредлі в Університеті Суррея в 1987 році.

## Версії

### Dolby Digital
Dolby Digital — найпоширеніша версія, що містить до шести дискретних каналів звуку. Типовий режим включає п'ять каналів для колонок звичайного діапазону (20 Гц — 20 000 Гц) (правий, центральний, лівий, правий об'ємний, лівий об'ємний) і один канал (20 Гц — 120 Гц) для низькочастотних ефектів, що відтворюються  сабвуфером. Підтримуються також моно- і стерео режими. AC-3 підтримує частоту дискретизації звуку до 48 кГц.

### Dolby Digital EX
Dolby Digital EX схожий на попередній формат Dolby Pro Logic, який використовував матричну технологію для додавання центрального каналу об'ємного звучання і одного тилового каналу об'ємного звучання до стереофонічної звукової доріжки. EX додає розширення до стандартного 5.1-канального кодека Dolby Digital у вигляді матричних тилових каналів, створюючи 6.1 або 7.1-канальний вихід.

### Dolby Digital Plus
E-AC-3 (Dolby Digital Plus) — це вдосконалена система кодування на основі кодека AC-3. Вона пропонує збільшену швидкість передачі даних (до 6,144 Мбіт/с), підтримку ще більшої кількості аудіоканалів (до 15.1 дискретних каналів у майбутньому) та покращені методи кодування (лише на низьких швидкостях передачі даних) для зменшення артефактів стиснення, що дозволяє передавати дані на нижчих швидкостях, ніж ті, що підтримує AC-3 (наприклад, 5.1-канальний звук зі швидкістю 256 кбіт/с). Він не має зворотної сумісності з існуючим обладнанням AC-3, хоча кодеки E-AC-3, як правило, здатні перекодувати в AC-3 для обладнання, підключеного через S/PDIF. Декодери E-AC-3 також можуть декодувати бітові потоки AC-3. Четверте покоління Apple TV підтримує E-AC-3. Знята з виробництва система HD DVD безпосередньо підтримувала E-AC-3. Blu-ray Disc пропонує E-AC-3 як опцію для додавання додаткових каналів до потоку 5.1 AC-3, а також для доставки вторинного аудіоконтенту (наприклад, коментарів режисера), який призначений для змішування з первинною звуковою доріжкою в програвачі Blu-ray Disc. .

### Dolby AC-4
Dolby AC-4 — це стандарт стиснення звуку, що підтримує декілька аудіоканалів та/або аудіооб'єктів. Підтримка 5.1-канального звуку є обов'язковою, а додаткових каналів до 7.1.4 — необов'язковою. AC-4 забезпечує зниження бітрейту на 50 % порівняно з AC-3/Dolby Digital Plus.

### Dolby TrueHD
Dolby TrueHD, розроблений Dolby Laboratories, є вдосконаленим аудіокодеком без втрат, заснованим на Meridian Lossless Packing. Підтримка цього кодеку була обов'язковою для HD DVD і є необов'язковою для обладнання Blu-ray Disc. Dolby TrueHD підтримує 24-бітну глибину біт і частоту дискретизації до 192 кГц. Максимальний бітрейт становить 18 Мбіт/с, при цьому він підтримує до 16 аудіоканалів (стандарти HD DVD і Blu-ray Disc наразі обмежують максимальну кількість аудіоканалів вісьмома). Він підтримує метадані, включаючи нормалізацію діалогів та управління динамічним діапазоном.

## Ліцензія
AC-3 був захищений патентами, термін дії яких закінчився в березні 2017 року. Патенти були використані для того, щоб вимагати сплати комерційної ліцензії за публікацію програми, яка декодує AC-3. Це призвело до того, що деякі розробники аудіододатків заборонили AC-3 у своїх додатках, хоча медіаплеєр з відкритим вихідним кодом VLC підтримував звук AC-3 без сплати патентної ліцензії.